# Jože Bohorč
Jože Bohorč, slovenski harmonikar in komponist, 30. oktober 1954, Celje, † 21. avgust 2021.

## Življenjepis
Že kot majhen se je sam naučil igrati diatonično harmoniko in to tako dobro, da je pri trinajstih že igral na porokah. Pogosteje je začel nastopati po ustanovitvi Ansambla Jožeta Bohorča, s katerim je stare koračnice z Avstro-ogrskih časov ter poročne melodije posnel na plošče, ob prelomu stoletja pa je na plošče posnel tudi lastne skladbe. Prijateljeval in glasbeno sodeloval je tudi z Lojzetom Slakom.
Tudi, ko ansambel ni več aktivno deloval, je Jože še nastopal ter spremljal razne ansamble. Zaradi svojega veselega načina igranja se ga je prijel vzdevek "ljudski godec".
Živel je v Gorici pri Slivnici in zadnja leta v Šentjurju.  

## Diskografija
- Jože Bohorč s prijatelji - Mamini spomini
- Jože Bohorč s prijatelji - Beli venček
- Spomini na mladost
- Štajerska ohcet